# Ford Building (Detroit)
El Ford Building es un edificio de oficinas de gran altura ubicado en 615 Griswold Street en el Downtown de Detroit, Michigan. Fue diseñado por  Daniel Burnham y terminado en 1908. Se encuentra en el corazón del Distrito Financiero. Fue el edificio más alto en Detroit hasta 1913. Fue renovado en 2019.

## Arquitectura

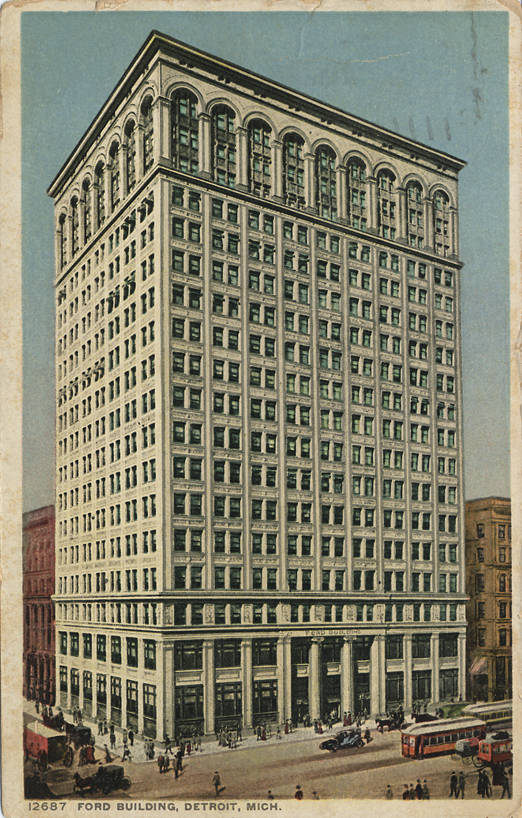
El Ford Building hacia 1900.

Comenzó a construirse en 1907 y se completó en 1909. Celebró su centenario en 2009. Tiene 19 pisos sobre el suelo y dos sótanos, y mide 83 metros. Tuvo el título de edificio más alto en Detroit desde 1909 hasta 1913, cuando fue superado por el Penobscot Building Annex. Los usos principales del edificio Ford son para oficinas y tiendas. 
Linda con el Penobscot Building hacia el norte, y con el Guardian Building cruzando la Griswold Street. A su vez, al sur se encuentra el Buhl Building
Burnham lo diseñó con elementos neoclásicos y neorrenacentistas. Está construido con una estructura de acero revestido con baldosas de terracota y acentuado con mármol blanco italiano. Otros diseños de rascacielos restantes de Burham en Detroit incluyen el David Whitney Building (1915) y el Chrysler House (1912).